# فورد كيرنان
فورد كيرنان (بالإنجليزية: Ford Kiernan)‏ هو منتج أفلام وممثل بريطاني، ولد في 10 يناير 1962 في غلاسكو في المملكة المتحدة.

## أعمال

### أفلام
- (2002) عصابات نيويورك[4][5][6]
- (2012) حصة الملائكة[7][8]

## وصلات خارجية
- فورد كيرنان على موقع IMDb (الإنجليزية)
- فورد كيرنان على موقع ألو سيني (الفرنسية)
- فورد كيرنان على موقع أول موفي (الإنجليزية)
- فورد كيرنان على موقع قاعدة بيانات الفيلم (الإنجليزية)
- فورد كيرنان على موقع كينوبويسك (الروسية)